# Scooby-Doo (personaggio)
Scoobert "Scooby" Doo è un personaggio immaginario protagonista dell'omonimo franchise, esordito con una prima serie televisiva d'animazione prodotta dalla Hanna-Barbera nel 1969 e alla quale ne sono seguite innumerevoli nel corso degli anni. Il nome del personaggio deriva dalla melodia del ritornello della canzone Strangers in the Night. Oltre che nelle serie televisive, è comparso in lungometraggi televisivi e cinematografici sia d'animazione che in live action. Gli sono state dedicate anche varie serie a fumetti pubblicate negli Stati Uniti e in altri Paesi del mondo, e ha inoltre ispirato un vasto merchandising.

## Caratterizzazione
Il personaggio è un alano intelligente in grado di parlare e di camminare anche su due zampe; il suo padrone, Shaggy, lo tratta come se fosse un essere umano e, come lui, ha un carattere giocoso e simpatico, trasandato e perennemente affamato oltre che pauroso e codardo e alla vista di qualche avversario mostruoso viene preso dal panico dandosi alla fuga assieme a Shaggy. Una delle gag più ricorrenti sono le grottesche maniere con le quali Shaggy e Scooby tentano ogni volta di sfuggire ai loro inseguitori nascondendosi negli spazi più improbabili o costruendo barricate con ciò che capita loro sotto mano. Solitamente porta un collare blu con una medaglietta con le sue iniziali. Nel film del 2002 viene rivelato che ha sette anni.
Come il suo padrone e migliore amico Shaggy lo si vede continuamente abbuffarsi senza mostrare la benché minima preferenza sulle pietanze ingerite o il minimo ritegno; spesso anche nel bel mezzo delle indagini svolte assieme ai compagni viene facilmente distratto dalla vista o dall'odore di qualsiasi cibaria. Altra caratteristica in comune tra cane e padrone è la codardia: alla sola apparizione del mostro di turno infatti, viene preso dal panico e si esibisce in fughe spericolate e esilaranti assieme a Shaggy, spesso riuscendo involontariamente a fare cadere in trappola gli antagonisti. Nonostante l'appartenenza alla razza canina, Scooby parla correttamente la lingua inglese e viene capito alla perfezione dalla quasi totalità dei personaggi, seppur tenda a pronunciare quasi tutte le parole come se iniziassero con la lettera "R". A ogni modo i suoi dialoghi sono relativamente molto brevi e si serve di sciarade per qualsiasi frase di lunghezza superiore alle tre o quattro parole.
Nelle versioni più recenti del cartone la personalità di Scooby Doo è leggermente cambiata; in primis il cane si serve di molte più parole per comunicare con i suoi amici e, a volte, discute anche con le persone che lo circondano.
Il suo coraggio varia notevolmente da cartone a cartone; per esempio nel lungometraggio Scooby-Doo e la mummia maledetta (2006) lo si vedrà afferrare senza problemi una mummia per richiuderla nel suo sarcofago, mentre nel cartone La leggenda del fantosauro (2011) Scooby Doo risulta essere molto più fifone del solito giungendo addirittura a nascondersi sotto un tavolo mentre il suo amico Shaggy è alle prese con un gruppo di motociclisti arrabbiati.
Nonostante sporadici momenti a volte il cane riesce a trovare il coraggio necessario per affrontare il mostro di turno.
Il suo carattere e il suo coraggio sembrano invece cambiare drasticamente quando Scooby risolve misteri insieme a suo nipote Scrappy Doo, infatti ha un atteggiamento molto protettivo nei confronti del nipote e spesso dimentica la paura per salvarlo dalle grinfie dei mostri. Nella serie Scooby-Doo! Mystery Incorporated il personaggio appare molto più determinato. Un esempio di questo dinamico cambiamento avviene nell'ultima puntata della prima stagione: quando Pericles lo schernisce rivelando due pezzi del disco planisferico in suo possesso Scooby dichiara apertamente che avrebbe riunito i suoi amici per dargli la caccia.
Nel film del 2002 e in La maledizione del mostro del lago il personaggio si dimostra geloso delle relazioni amorose di Shaggy, poiché trascurato dall'amico.

## Serie televisive
- Scooby-Doo! Dove sei tu? (1969-1970);
- The New Scooby-Doo Movies (1972-1973);
- The Scooby-Doo Show (1976-1978);
- Le Olimpiadi della risata (1977-1978);
- Scooby-Doo & Scrappy-Doo (1979);
- Le allegre avventure di Scooby-Doo e i suoi amici (1980-1982);
- The Scooby-Doo/Scrappy-Doo/Puppy Hour (1982);
- The All-New Scooby and Scrappy-Doo Show (1983-1984);
- I 13 fantasmi di Scooby Doo (1985);
- Il cucciolo Scooby-Doo (1988-1991);
- Le nuove avventure di Scooby-Doo (2002-2006);
- Shaggy e Scooby-Doo (2006-2008);
- Scooby-Doo! Mystery Incorporated (2010-2013);
- Be Cool, Scooby-Doo! (2015-2017);
- Scooby-Doo and Guess Who? (2019-2021).

## Parentele
In diverse puntate della serie televisiva sono stati mostrati alcuni componenti della famiglia Doo:
- Scrappy-Doo: nipote di Scooby, uno dei protagonisti della serie, e antagonista del primo film live-action
- Dada-Doo: il padre di Scooby.
- Mumsy-Doo: la madre di Scooby.
- Yabba-Doo: fratello di Scooby. Un cane bianco con il cappello da cowboy.
- Ruby-Doo: sorella di Scooby e madre di Scrappy.
- Skippy-Doo: fratello di Scooby. Un cane con gli occhiali estremamente intelligente.
- Howdy-Doo: fratello di Scooby. Appassionato di riviste di gossip.
- Horton-Doo: zio di Scooby. Appassionato di mostri e scienza.
- Scooby Dum: cugino di Scooby. Un cane grigio con un cappello rosso e non molto sveglio.
- Scooby Dee: cugina alla lontana di Scooby Doo. Una cagna bianca con molta raffinatezza.
- Dooby-Doo: cugino di Scooby. Un cane cantante.
- Whoopsy-Doo: cugino di Scooby. Un cane clown di proprietà dello zio di Shaggy; Gaggy Rogers.
- Dixie-Doo: cugina di Scooby. Di proprietà di Betty Lou, la cugina di Shaggy proveniente dal sud.
- Yankee-Doodle Doo: antenato di Scooby, pellegrino sbarcato a Plymouth nel 1620 assieme a McBaggy Rogers, antenato di Shaggy.
- Nova: fidanzata di Scooby, la quale abita a Crystal Cove.

## Doppiaggio
La prima voce di Scooby, sia nella serie che nei film d'animazione, è stata Don Messick, che lo ha doppiato dal 1969 fino al 1997, quando a seguito della sua morte gli subentrò brevemente Hadley Kay fino alla fine dell'anno. Successivamente fu Scott Innes, già doppiatore di Shaggy, a dare voce al personaggio dal 1998 al 2002, anno da cui la voce del personaggio è affidata a Frank Welker, storica voce di Freddy. Nella versione italiana a dargli la voce sono stati Sergio Gibello, Enzo Consoli, Giorgio Gusso, Pietro Ubaldi, Roberto Gammino e Nanni Baldini.
Nel lungometraggio del 2002 Scooby-Doo, e nel suo sequel del 2004 Scooby-Doo 2 - Mostri scatenati, il personaggio venne realizzato in computer-grafica e doppiato dall'attore Neil Fanning mentre nei prequel del 2009 Scooby-Doo! Il mistero ha inizio, e del 2010 Scooby-Doo! La maledizione del mostro del lago, a prestare la voce al personaggio, sempre realizzato in CGI, è Frank Welker.